# Hallburg (Hallein)
Die Hallburg (benannt nach gr. ἅλς (háls) Salz wegen der Salinen in unmittelbarer Nähe oder nach germ. Adal puro adlige Genossenschaft) ist eine abgegangene Burg in Hallein im  Land Salzburg in Österreich.
Die Burg war ein 1196 erbauter Teil der mittelalterlichen Befestigungsanlage am Georgsberg im Westen von Hallein, die dem Erzbischof gehörte. Auf der Burg wurden 1578 die Bauern Lindenbichler und Stampfel aus Lungau vom Erzbischof Johann Jakob Kuen von Belasy hingerichtet. Die Hallburg wurde 1828 abgebrochen.
Die ältere Forschung vermutete die Hallburg als Vorgängerbau der Vesten Sulzeneck und Schoßrisen.